# 녹두꽃 (드라마)
《녹두꽃》은 2019년 4월 26일부터 7월 13일까지 방송되었던 SBS 금토 드라마다.

## 줄거리
1894년 동학 농민 운동의 역사 속에서 농민군과 토벌대로 갈라져 싸워야 했던 이복형제의 파란만장한 휴먼스토리를 그린 사극 드라마.

## 등장인물

### 주요 인물
- 조정석 : 백이강(白利康) 역 (아역 김승한, 박상훈) - 백가네 얼자 출신. 이현의 이복형. 만득과 유월이의 아들. 동학농민 운동꾼 별동대 대장
- 윤시윤 : 백이현(白利賢) 역 (아역 정현준) - 백가네 적자. 이강의 이복동생. 만득과 채씨부인의 아들. 고부방 이방. 집강소 집강 → 일본 낭인 우두머리 도깨비 (오니) → 신관 사또, 명심의 옛 정인.
- 한예리 : 송자인(宋慈璘) 역 - 송봉길의 외동딸. 전주여각 주인. 이강의 정인
- 최무성 : 전봉준 역 - 동학 농민 운동을 이끈 민초들의 영웅 녹두장군

### 백가네
- 박혁권 : 백만득(白晩得) 역 - 전라도 고부 관아 이방. 만석꾼. 이강과 이현의 아버지
- 황영희 : 채씨 부인(蔡氏) 역 - 백만득의 정실부인. 이현의 어머니
- 백은혜 : 백이화(白利華) 역 - 백가네 장녀. 이현의 누나. 김당손의 부인
- 서영희 : 유월이 역 - 백가네 여종. 이강의 어머니. 집강소 집사
- 정선철 : 남 서방 역 - 백가네 집사. 행랑아범

### 동학 사람들
- 민성욱 : 최경선 역 - 태인 주산리의 접주. 농민군 선봉부대 지휘관
- 안길강 : 해승 역 - 승려. 최경선 부대의 일원
- 노행하 : 버들이 역 - 최경선 부대의 저격수. 운봉 일대를 주름잡던 명포수의 딸
- 병헌 : 번개 역 - 본명 학동. 최경선 부대의 전령. 별동대 척후
- 정규수 : 동록개 역 - 백정, 최경선 부대의 일원
- 박지환 : 김경천 역 - 순창 출신의 빈농. 최경선 부대의 일원
- 김정호 : 김개남 역 - 태인 대접주. 농민군 총관령
- 홍우진 : 손화중(孫和重) 역 - 정읍 출신의 무장 접주. 농민군 총관령
- 이태검 : 송희옥(宋喜玉) 역 - 전봉준의 처족 7촌. 대외 연락망 주도

### 고부 사람들
- 최원영 : 황석주 역 - 전라도 고부 도계 서원의 강장. 이현의 스승. 전봉준의 막역지우. 명심의 오라버니
- 박규영 : 황명심(黃明心) 역 - 황석주의 누이동생. 이현의 옛 정인
- 조희봉 : 홍가 역 - 전라도 고부 관아 형방. 만득의 최측근 → 석주의 최측근 → 이현의 최측근
- 조현식 : 억쇠 역 - 전라도 고부 관아 통인. 이강의 오른팔. 고부방 아전 행수
- 김도연 : 철두 역 - 전라도 고부 관아 통인. 이강의 오른팔
- 김하균 : 박원명(朴元明) 역 - 고부 군수. 조병갑의 후임

### 전주 사람들
- 박지일 : 송봉길 역 - 전라도 보부상의 대부. 전라도 임방의 도접장. 자인의 아버지
- 김상호 : 최덕기(崔德氣) 역 - 전주여각 행수. 군인 출신. 봉길의 의형제
- 문원주 : 김당손 역 - 만득과 채씨부인의 사위. 전라감영의 군교. 이화의 남편. 이현의 자형
- 이순원 : 김문현(金文顯) 역 - 전라감사

### 그 외 인물
- 서재규 : 이두황 역 - 관군 장수
- 남문철 : 김학진 역 - 전라도 관찰사
- 윤서현 : 홍계훈 역 - 양호초토사
- 손우현 : 이규태 역 - 관군 선봉장
- 곽민호 : 김덕명 역 - 호남창의대장소 지도부의 일원
- 최희도 : 오시영 역 - 호남창의대장소 지도부의 일원
- 전국환 : 대원군 역 - 고종의 아버지
- 김지현 : 민비 역 - 고종의 정비. 흥선대원군 이하응의 며느리
- 이기찬 : 다케다 요스케 역 - 일본 외교관. 낭인 집단의 간자. 이현의 선배
- 이찬영 : 고종 역 - 조선 제26대 임금. 대한제국 1대 황제
- 황만익 : 김홍집 역 - 갑오개혁의 주역. 조선 왕조 마지막 영의정
- 최대훈 : 민영휘 역 - 병조판서 (특별출연)
- 김인우 : 오토리 게이스케 역 - 일본 공사
- 오용 : 이노우에 가오루 역
- 김성강 : 정여창 역 - 청나라 제독
- 문종원 : 원세개 역 - 조선주재 청국 통상사의
- 김중희 : 손병희 역
- 최시훈 : 두령 역
- 김은수 : 나장 역

### 특별출연
- 장광 : 조병갑 역 - 고부 군수
- 이정헌 : 이용태 역 - 안핵사
- 전무송 : 최시형 역 - 동학 제2대 교주
- 민정기 : 무명의 민란 가담자 1 역
- 한상진 : 무명의 민란 가담자 2 역
- 김유리 : 무명의 민란 가담자 3 역
- 윤균상 : 무휼 역 - 진산의 혁명군
- 이준혁 : 홍대홍 역 - 진산의 혁명군
- 김경진 : 자인을 겁탈 하려 했던 남자 역
- 박성근 : 박동진 역
- 하성광 : 이건형 역 - 고종의 심복
- 채상우 : 이성계 역 - 동록개의 첫째 아들
- 김현빈 : 이방원 역 - 동록개의 둘째 아들
- 박훈 : 김창수 역 - 황해도 해주 접주

## 시청률
최저 시청률과 최고 시청률은 시청률 조사회사와 지역별로 시청률에 차이가 있을 수 있습니다.
| 2019년      | 2019년      | 2019년         | 2019년         | 2019년       |
| 회차        | 방송일      | TNmS 시청률    | AGB 시청률     | AGB 시청률   |
| 회차        | 방송일      | 대한민국(전국) | 대한민국(전국) | 서울(수도권) |
| ----------- | ----------- | -------------- | -------------- | ------------ |
| 제1회       | 4월 26일    | 7.2%           | 8.6%           | 10.1%        |
| 제2회       | 4월 26일    | 9.5%           | 11.5%          | 13.2%        |
| 제3회       | 4월 27일    | %              | 6.5%           | 7.3%         |
| 제4회       | 4월 27일    | 6.8%           | 8.6%           | 9.5%         |
| 제5회       | 5월 3일     | 6.7%           | 6.6%           | 9.8%         |
| 제6회       | 5월 3일     | 8.3%           | 8.8%           | 7.2%         |
| 제7회       | 5월 4일     | 6.2%           | 6.8%           | 8.1%         |
| 제8회       | 5월 4일     | 7.4%           | 8.1%           | 9.4%         |
| 제9회       | 5월 10일    | 6.8%           | 7.4%           | 8.6%         |
| 제10회      | 5월 10일    | 7.7%           | 8.6%           | 9.9%         |
| 제11회      | 5월 11일    | 7.4%           | 8.1%           | 9.9%         |
| 제12회      | 5월 11일    | 8.0%           | 9.1%           | 10.9%        |
| 제13회      | 5월 17일    | 7.0%           | 7.0%           | 8.2%         |
| 제14회      | 5월 17일    | 8.2%           | 8.4%           | 9.5%         |
| 제15회      | 5월 18일    | 6.3%           | 6.5%           | 7.4%         |
| 제16회      | 5월 18일    | 6.8%           | 7.7%           | 8.6%         |
| 제17회      | 5월 24일    | 6.3%           | 6.0%           | 7.1%         |
| 제18회      | 5월 24일    | 7.2%           | 7.1%           | 8.3%         |
| 제19회      | 5월 25일    | 6.2%           | 6.7%           | 7.9%         |
| 제20회      | 5월 25일    | 6.6%           | 7.4%           | 8.7%         |
| 제21회      | 5월 31일    | 5.8%           | 6.1%           | 6.7%         |
| 제22회      | 5월 31일    | 6.5%           | 6.9%           | 7.9%         |
| 제23회      | 6월 1일     | 5.8%           | 5.7%           | 6.4%         |
| 제24회      | 6월 1일     | %              | 6.7%           | 7.4%         |
| 제25회      | 6월 7일     | 6.6%           | 6.8%           | 7.8%         |
| 제26회      | 6월 7일     | 7.0%           | 7.5%           | 8.4%         |
| 제27회      | 6월 8일     | %              | 4.6%           | 5.7%         |
| 제28회      | 6월 8일     | %              | 5.7%           | 6.7%         |
| 제29회      | 6월 14일    | %              | 5.2%           | 5.8%         |
| 제30회      | 6월 14일    | 5.9%           | 6.5%           | 7.7%         |
| 제31회      | 6월 15일    | %              | 5.6%           | 6.2%         |
| 제32회      | 6월 15일    | %              | 7.0%           | 7.9%         |
| 제33회      | 6월 21일    | 5.0%           | 5.1%           | 6.3%         |
| 제34회      | 6월 21일    | 5.8%           | 6.0%           | 7.2%         |
| 제35회      | 6월 22일    | %              | 4.5%           | %            |
| 제36회      | 6월 22일    | %              | 6.2%           | 7.0%         |
| 제37회      | 6월 28일    | 5.6%           | 5.1%           | 5.8%         |
| 제38회      | 6월 28일    | 6.4%           | 5.9%           | 6.6%         |
| 제39회      | 6월 29일    | %              | 4.0%           | %            |
| 제40회      | 6월 29일    | %              | 5.3%           | 6.0%         |
| 제41회      | 7월 5일     | 4.8%           | 4.9%           | 5.7%         |
| 제42회      | 7월 5일     | 5.5%           | 5.9%           | 7.1%         |
| 제43회      | 7월 6일     | %              | 4.6%           | 5.2%         |
| 제44회      | 7월 6일     | 6.2%           | 6.5%           | 6.9%         |
| 제45회      | 7월 12일    | %              | 4.7%           | 5.3%         |
| 제46회      | 7월 12일    | %              | 6.0%           | 6.7%         |
| 제47회      | 7월 13일    | %              | 6.0%           | 7.2%         |
| 제48회      | 7월 13일    | %              | 8.1%           | 9.1%         |
| 평균 시청률 | 평균 시청률 |                | 6.6%           |              |

## 편성 변경
- 2019년 6월 15일 : 스포츠 중계로 인해 오후 10시 25분으로 편성 변경. (31회, 32회)

## 수상 및 후보
| 연도 | 시상식                      | 부문                              | 수상작(자)      | 결과 | 출처  |
| ---- | --------------------------- | --------------------------------- | --------------- | ---- | ----- |
| 2019 | 제233회 이달의 PD상         | 드라마 부문상                     | 신경수          | 수상 |       |
| 2019 | 제12회 코리아 드라마 어워즈 | 대상                              | 조정석          | 후보 |       |
| 2019 | 제32회 한국방송작가상       | 드라마 부문상                     | 정현민          | 수상 | [ 3 ] |
| 2019 | SBS 연기대상                | 중편드라마 부문 남자 최우수연기상 | 조정석          | 수상 |       |
| 2019 | SBS 연기대상                | 중편드라마 부문 여자 우수연기상   | 한예리          | 수상 |       |
| 2019 | SBS 연기대상                | 중편드라마 부문 남자 우수연기상   | 윤시윤          | 후보 |       |
| 2019 | SBS 연기대상                | 중편드라마 부문 남자 우수연기상   | 최무성          | 후보 |       |
| 2019 | SBS 연기대상                | 베스트 커플상                     | 조정석 & 한예리 | 후보 |       |

## 참고 사항
- 이 화면은 레터박스로 구성되었으며 동학 농민 운동을 전봉준의 영웅적 일대기가 아닌 민초들의 삶과 항쟁에 초점을 맞춰 그려냈다는 호평을 받아 제 32회 한국방송작가상 드라마 부문 수상의 영예를 안게 되어[3] KBS 1TV 태조 왕건 (14회) 이후[4] 한국방송작가상 드라마 수상작 중 두 번째 사극 부문 수상의 영예를 안았다.

## 같이 보기
- 대한민국의 텔레비전 드라마 목록 (ㄴ)
- 2019년 대한민국의 텔레비전 드라마 목록